# Negazione di Pietro
La Negazione di Pietro è un dipinto a olio su tela (154x169 cm) realizzato nel 1660 dal pittore Rembrandt Harmenszoon Van Rijn.
È conservato nel Rijksmuseum di Amsterdam.
L'opera è firmata e datata "REMBRANDT 1660".

## Descrizione
L'episodio raffigurato è tratto dal Vangelo: mentre Gesù si trova nel Sinedrio, Pietro si avvicina ad un fuoco per scaldarsi. Le persone che si trovano lì lo riconoscono come un seguace di Gesù, ma lui nega di esserlo. Durante l'Ultima Cena, Gesù aveva profetizzato questo suo comportamento.
La luce gioca un ruolo fondamentale nel dipinto: un bagliore, proveniente da una fonte sconosciuta, illumina i volti di Pietro e della donna alla sua destra, accentuandone le espressioni, e si riflette sulle armi dei soldati in primo piano. Sullo sfondo, si intravedono alcune persone che spuntano dal buio solo con pochi tratti del volto: una di esse è Gesù, che sembra rimproverare il discepolo per le parole appena pronunciate.